# Béla III. Uherský
Béla III. Uherský (1148? – 23./24. dubna 1196) byl uherský a chorvatský král z rodu Arpádovců. Zasloužil se o svatořečení Ladislava I., stojí za dnešní podobou Svatoštěpánské koruny a za časů jeho vlády se začalo užívat dvojitého kříže, jejž dodnes zůstal v maďarském státním znaku.

## Život
Narodil se jako druhorozený syn uherského krále Gejzy II. a Eufroziny, dcery Mstislava I. Kyjevského. Oficiálním následníkem trůnu byl nejprve starší Štěpán a Béla měl být zprostředkovatelem dobrých vztahů s Byzantskou říší. V Konstantinopoli byl zasnouben s císařovou dcerou Marií a přijal jméno Alexios. Roku 1165 byl jmenován oficiálním nástupcem byzantského trůnu. Císaři Manuelovi se roku 1169 vytoužený syn narodil. Béla o titul přišel a zasnoubení bylo anulováno. Na místo Marie dostal za manželku Anežku ze Châtillonu, nevlastní sestru byzantské císařovny.
4. března 1172 zemřel bratr Štěpán. Byl pravděpodobně otráven a Béla dostal nabídku uherské koruny. Díky vazbám k Byzantské říši nezískal příliš velkou podporu. Většina šlechty, včetně Bélovy matky, by raději na trůně viděla Bélova bratra Gejzu. Béla nechal matku i bratra uvěznit. Bratra propustil roku 1189, když římskoněmecký císař Fridrich I. vstoupil do Uher. Propuštěný Gejza se připojil ke křížovému tažení pod císařovým velením.
| „                  | Potom panoval jeho bratr Béla, který pronásledoval zloděje a zbojníky a jako první zavedl pořádek do podávání žádostí... | “ |
| — Dubnická kronika | |   |

Roku 1181 Béla nařídil, aby všechny náležitosti, kterými se zaobíral, byly doručovány písemně. Tím položil základy uherské byrokracie.
Během Bélova panování nabyly na intenzitě výboje Maďarů do ruské Haliče. Roku 1188 Béla Halič zcela obsadil, zahnal knížete Vladimíra Jaroslaviče a jmenoval svého syna Ondřeje králem dobytého území. Krátce nato Vladimír dosáhl s polskou a německou podporou svého knížectví zpět. Vícekrát Béla zasahoval s bavorskou podporou i proti českému knížeti Václavovi II.
Zemřel na jaře roku 1196 a byl pohřben v katedrále v Stoličném Bělehradě, která byla zničena Turky. V polovině 19. století byly při archeologickém průzkumu zbytků katedrály nalezeny královy ostatky a společně s ostatky královny Anežky byly přeneseny do Matyášova kostela v Budapešti.

## Potomci
Se svou první manželkou Anežkou ze Châtillonu měl Béla tyto děti:
- Emerich Uherský (1174–1204), chorvatský a dalmatský vévoda, uherský král a chorvatský král, ⚭ 1198 Konstancie Aragonská (1179–1222)
- Markéta Uherská (1175-po 1233)

∞ císař Izák II. Angelos
∞ Bonifác I. Soluňský
∞ Mikuláš ze Saint-Omer
- Ondřej II. Uherský (1176–1235), uherský a chorvatský král v letech 1205–1235
⚭ 1203 Gertruda Meranská (1185–1213)
⚭ 1215 Jolanda z Courtenay (1200–1233)
⚭ 1234 Beatrix d'Este (1215–1245)
- Šalamoun (zemřel v dětství)
- Štěpán (zemřel v dětství)
- Konstancie Uherská (1180–1240) ⚭ 1199 český král Přemysl Otakar I.

Po smrti Anežky se Béla oženil s Markétou Francouzskou, manželství zůstalo bez potomků.